# Juri Markkula

Juri Markkula, född 1970 i Åbo i Finland, är en finländsk konstnär bosatt och verksam på Gotland i Sverige. Han utbildade sig på Pernbys målarskola 1996-97 i Stockholm och vid Kungliga Konsthögskolan 1997–2002. Juri Markkula har medverkat vid konstmässan Art Basel i Hong Kong  2018 och 2019 och bakom sig har han ett antal separatutställningar på gallerier och museum i Sverige, Europa och Asien. Han finns representerad i ett antal samlingar, bland annat Skissernas museum, Lund, Ståhl Collection och Statens konstråd. Juri Markkula har erhållit ett flertal utmärkelser, bland annat Konstnärsnämnden arbetsstipendium 2005, 2008–2009 och 2016–2017.

## Offentliga verk i urval
- Troja[1]2008. Verket är i grunden en 20 fots sjöcontainer målad med interferenspigment, utanför Riksutställningars och Riksantikvarieämbetets gemensamma huvudentré. konsten.net[2]
- Divina Commedia[3] 2017. Glasmosaik med interferenspigment vid citybanans station Stockholms City Stockholm[4]
- Ivor to Ebon][5] 2019.  600 kvm trärelief, med laserad färgövergång i 70 nyansskiftningar från ofärgat till svartlaserad furuplywood. CIK Knivsta centrum för idrott & kultur[6]
- Anno MMXX[7] 2019-. Stadsutvecklingsprojekt där Markkula utvecklar gestaltningskoncept för den planerade stadsparken Donners hage i nya stadsdelen Visborg i Visby Gotland i samarbete med BAC Baltic Art Center, Statens Konstråd och Region Gotland

bildtexter saknas
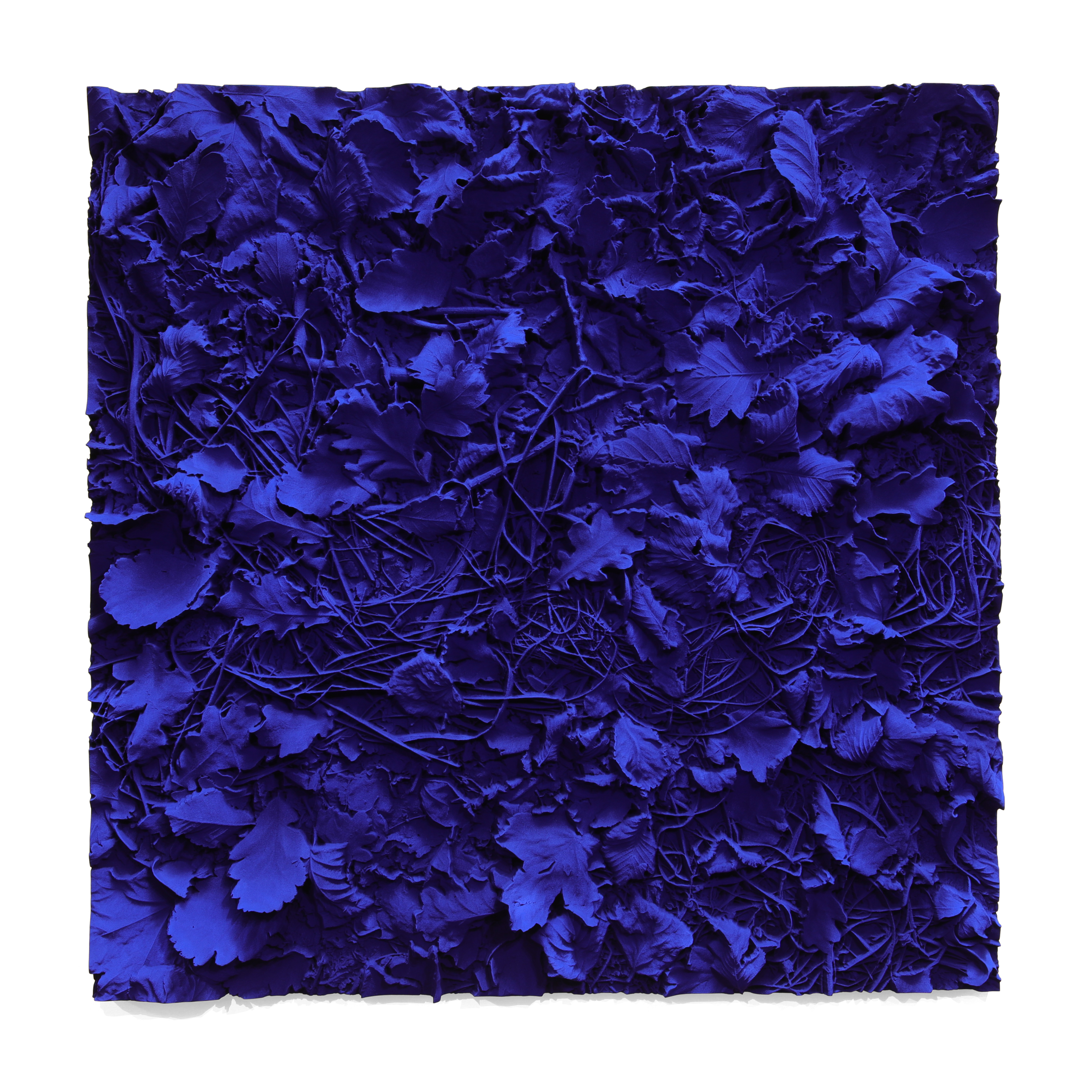